# Улица Лушникова (Казань)
Улица Лушникова (тат. Лушников урамы, Luşnikof uramı) — улица в Кировском и Московском районах Казани. Названа в честь Владимира Лушникова, директора Казанского завода органического синтеза в 1958—1982 годах.

## География
Начинаясь от перекрёстка с улицами Дежнёва, Коммунаров и Дружинная, пересекает 2-ю Юго-Западную улицу и заканчивается пересечением с улицей Декабристов.

## История
Улица возникла во второй половине 1930-х годов как Односторонка временного жилпосёлка (вариант: Односторонка Ломаной). Название — по расположению на крайнем севере Временного жилпосёлка завода имени Ленина. В первой половине 1950-х годов переименована в Краматорскую улицу.
Застройка улицы домами средней и повышенной этажности началась в конце 1960-х — 1970-е годы, они же и составляют большую часть строений на улице; значительная часть домов являлась ведомственными или кооперативными. Тогда же улица, ранее заканчивавшаяся пересечением со 2-й Юго-Западной улицей, в результате сноса застройки Кизической слободы была «пробита» до улицы Декабристов и стала разделять кварталы № 54 и 53.
Постановлением главы администрации города № 2100 от 25 августа 2005 года переименована в улицу Лушникова.
С момента образования входила в состав Кировского района (до конца 1960-х), Кировского и Ленинского районов (196?-1973), Кировского и Московского (с 1973) районов.

## Объекты
- № 1 ― жилой дом химзавода имени Куйбышева («Тасма»).[14]
- № 2 — жилой дом треста «Спецкаучукремстрой».[15]
- № 3 — жилой дом треста «Казаньпромстрой».[16]
- № 3а — жилой дом треста № 5 Главтатстроя.[17]
- № 4 — жилой дом треста «Гидроспецстрой».[18]
- № 5 ― жилой дом авиационного завода (КАПО).[14]
- № 6 — жилой дом производственного управления «Татсельстрой».[15]
- № 8 — жилой дом треста «Татнефтехиммонтаж».[19]
- № 11а — филиал детского сада № 81 (ранее детский сад-ясли № 311 «Гульчачак»).[20]
- № 13 ― управление казанских тепловых сетей.

## Транспорт
Общественный транспорт по улице не ходит. Ближайшие остановки общественного транспорта — «ТРК „Тандем“» (автобус, троллейбус, на улице Декабристов), «Большая Крыловка» (трамвай, на одноимённой улице). Ближайшая станция метро — «Яшьлек», «Козья слобода».